# Anáhuac

Kaart van de Vallei van Mexico

Anáhuac is een onduidelijk gedefinieerd gebied in Centraal-Mexico. 
De naam Anáhuac stamt uit de Meso-Amerikaanse oudheid. Het komt uit het Nahuatl en betekent 'land aan het water'. Sommige historici denken daarom dat hiermee het gebied aan de kust van de Golf van Mexico of de Grote Oceaan wordt bedoeld. Volgens anderen werd met Anáhuac het Dal van Mexico bedoeld. Volgens een derde betekenis zou Anáhuac betrekking hebben op heel Mexico. 
Door nationalisten en indiaanse activisten wordt Anáhuac dan ook wel gebruikt als synoniem voor Mexico. Zo werd keizer Maximiliaan ter dood veroordeeld wegens 'misdaden jegens de natie van Anáhuac'. Ook tegenwoordig nog zijn er inheemse bewegingen actief die de belangen van het volk van Anáhuac pogen te behartigen. Zij proberen onder andere de naam van het continent Amerika te vervangen door Anáhuac. Verder zijn er verschillende universiteiten die de naam Anáhuac dragen.